# Kolar (distrikt)
Kolar (engelska: Kolar district, tamil: கோலார் மாவட்டம், marathi: कोलार जिल्हा, hindi: कोलार जिला) är ett distrikt i Indien.   Det ligger i delstaten Karnataka, i den södra delen av landet, 1 700 km söder om huvudstaden New Delhi. Antalet invånare är 1 536 401. Arean är 4,0 kvadratkilometer. Kolar gränsar till Bangalore Rural.
Terrängen i Kolar är mycket platt.
Följande samhällen finns i Kolar:
- Robertsonpet
- Kolar
- Mulbāgal
- Bangārapet
- Mālūr
- Srīnivāspur
- Nangli